# St.-Annen-Kirche (Taarstedt)

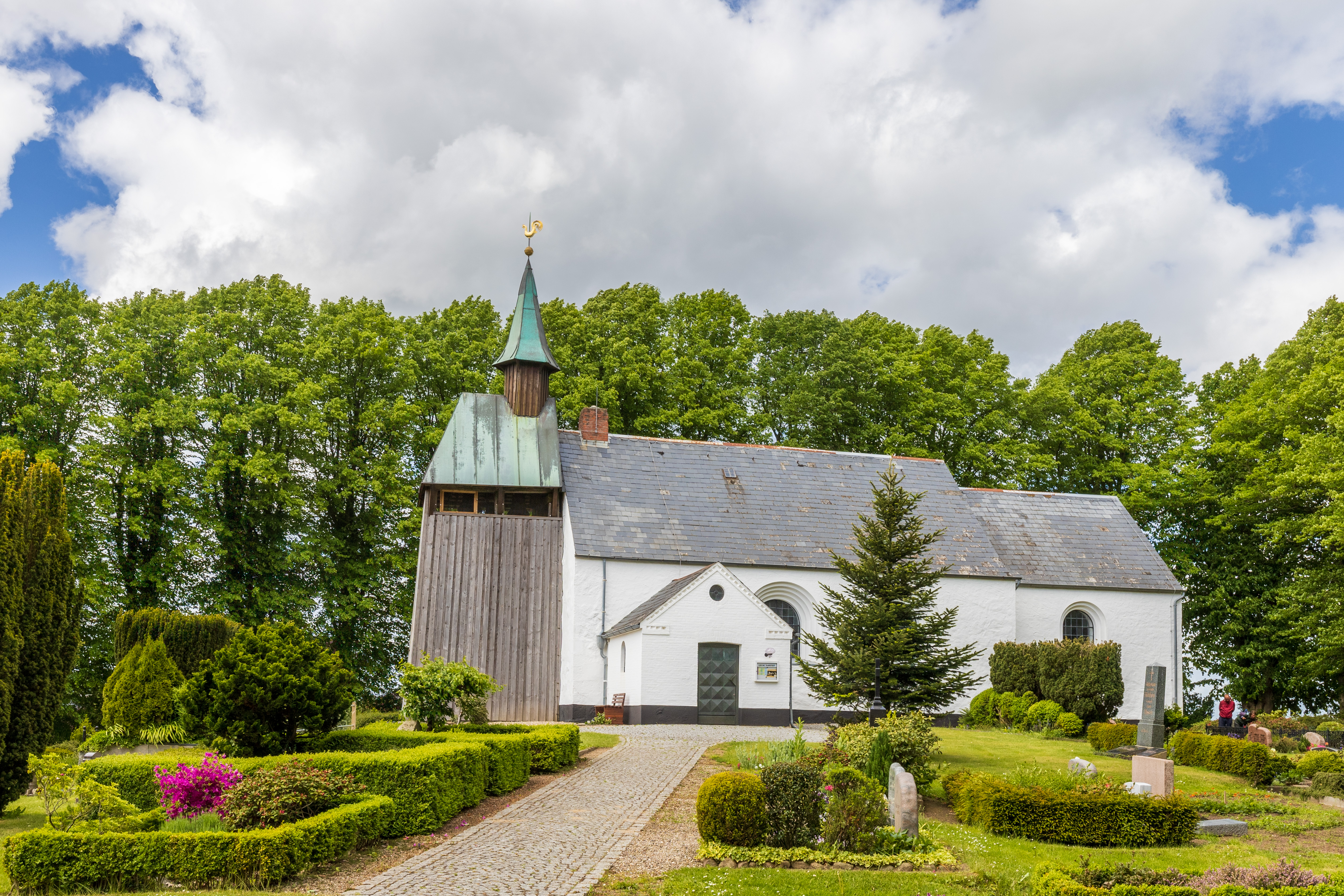
Kirche Taarstedt

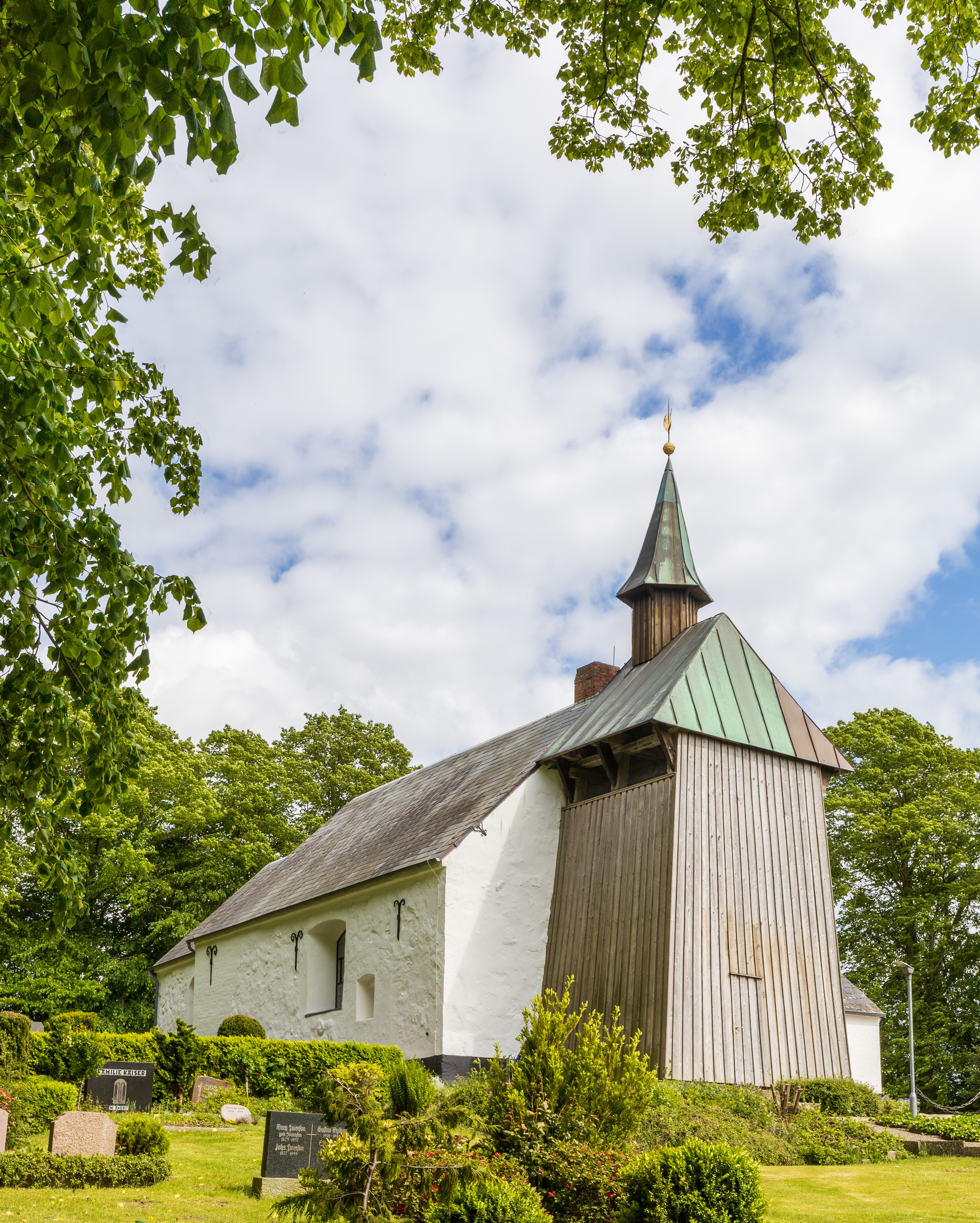
Feldsteinkirche mit Glockenstapel und Backsteinanbau (2022)

Die St.-Annen-Kirche zu Taarstedt ist eine romanische Feldsteinkirche aus der Mitte des 12. Jahrhunderts.

## Geschichte
Die Kirche ist eine Saalkirche mit rechteckigem Grundriss und ebenfalls rechteckigem Chor. Sie soll in der Nähe einer früheren heidnischen Kultstätte errichtet worden sein. An der Westseite ist ein hölzerner Glockenturm angebaut, der drei Glocken unbestimmter Herkunft trägt, von denen eine wegen ihrer Bienenkorbform auf ein sehr hohes Alter geschätzt wird. Die St.-Annen-Kirche ist im Verzeichnis der eingetragenen Kulturdenkmale des Landes Schleswig-Holstein als Baudenkmal eingetragen.
Spätestens seit der Reformation bis etwa 1864 teilte sich das Kirchspiel den Pastor mit der St.-Andreas-Kirche in Brodersby-Goltoft, blieb aber eine eigenständige Gemeinde. Am 1. Oktober 2021 fusionierten die Kirchengemeinden Böklund, Brodersby-Kahleby-Moldenit, Nübel, Taarstedt, Struxdorf-Thumby, Tolk und Uelsby zur Kirchengemeinde Angeln-Süd.

## Ausstattung

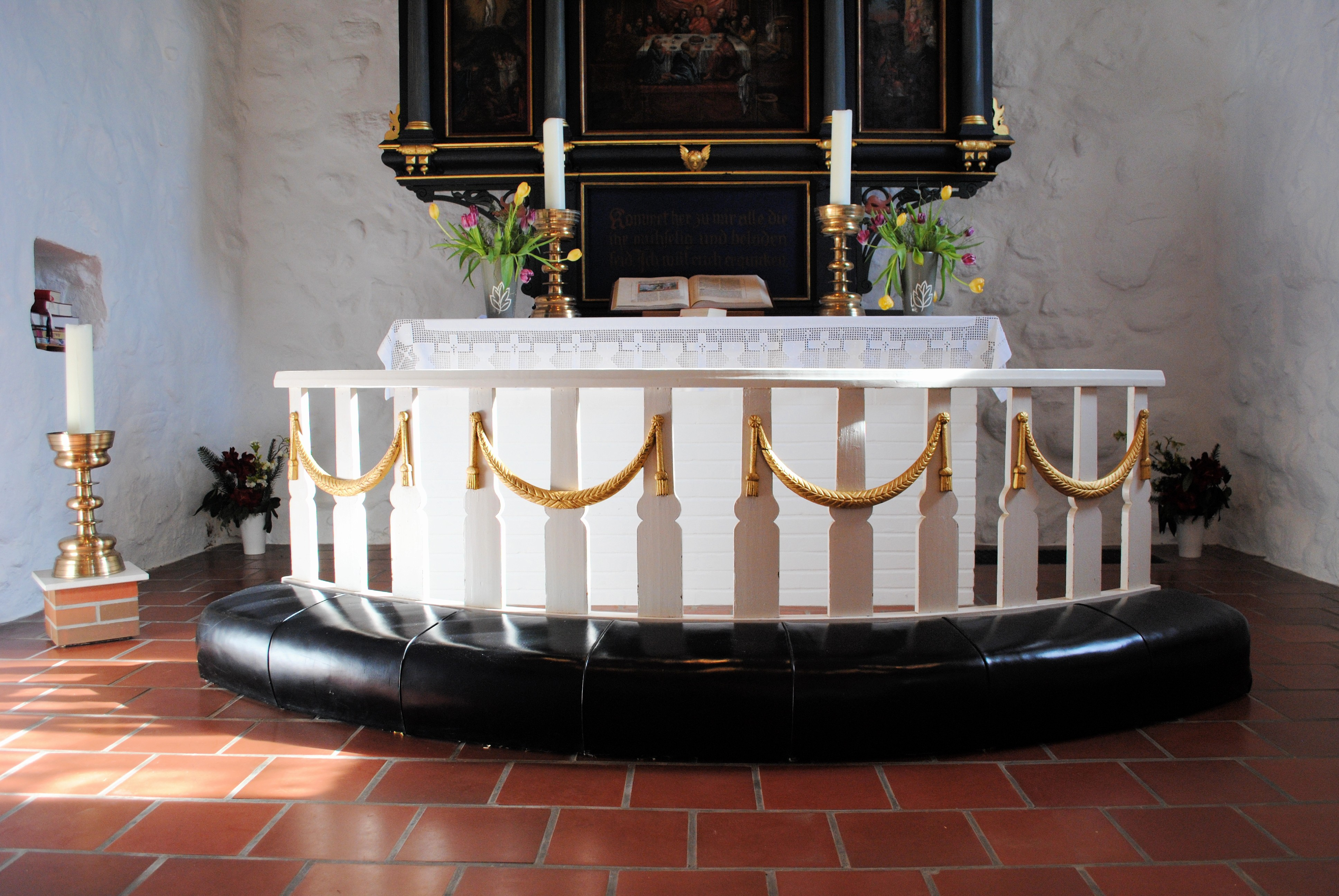
Altarschranke mit Altarleuchter von 1650

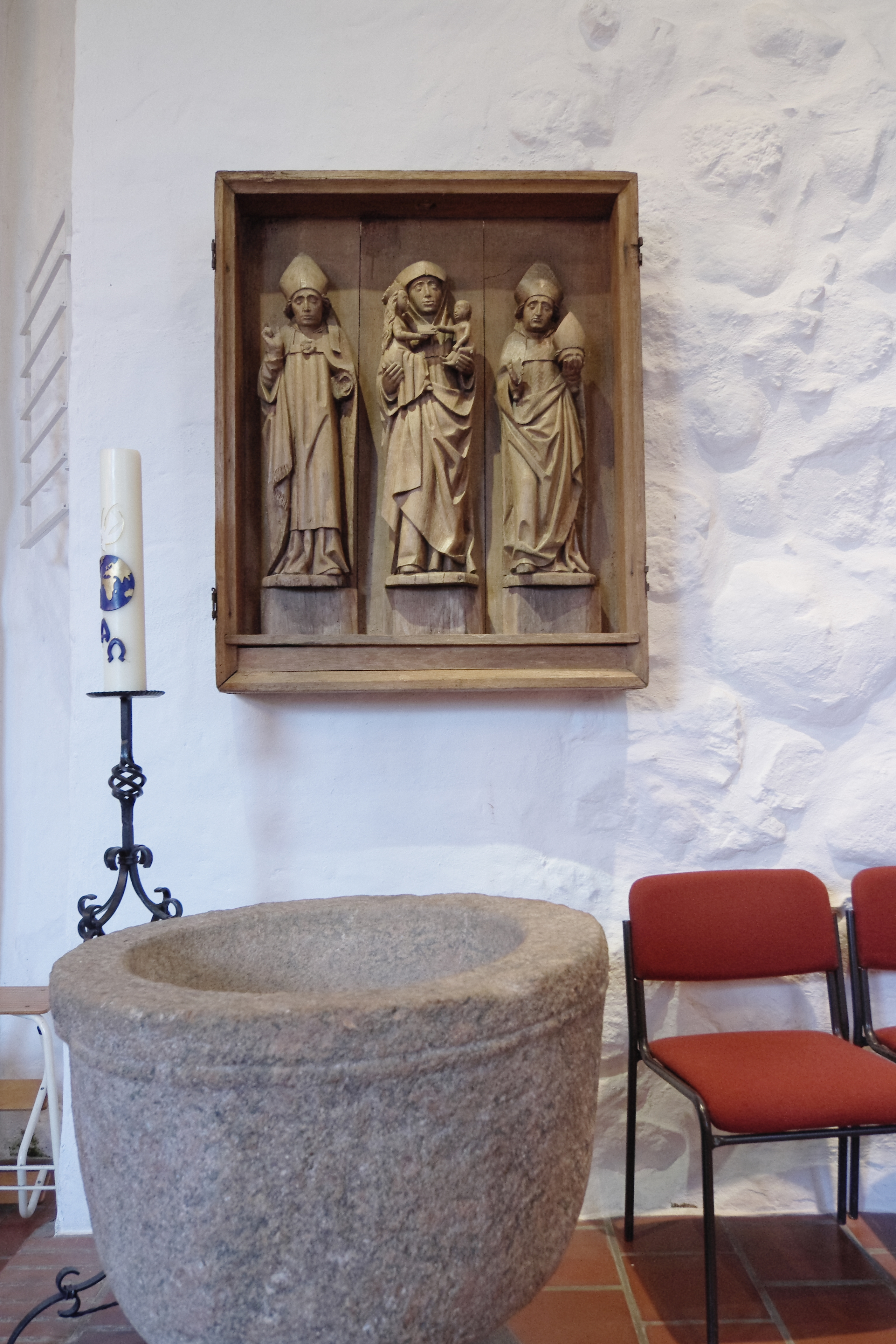
Seitenaltar und Taufstein
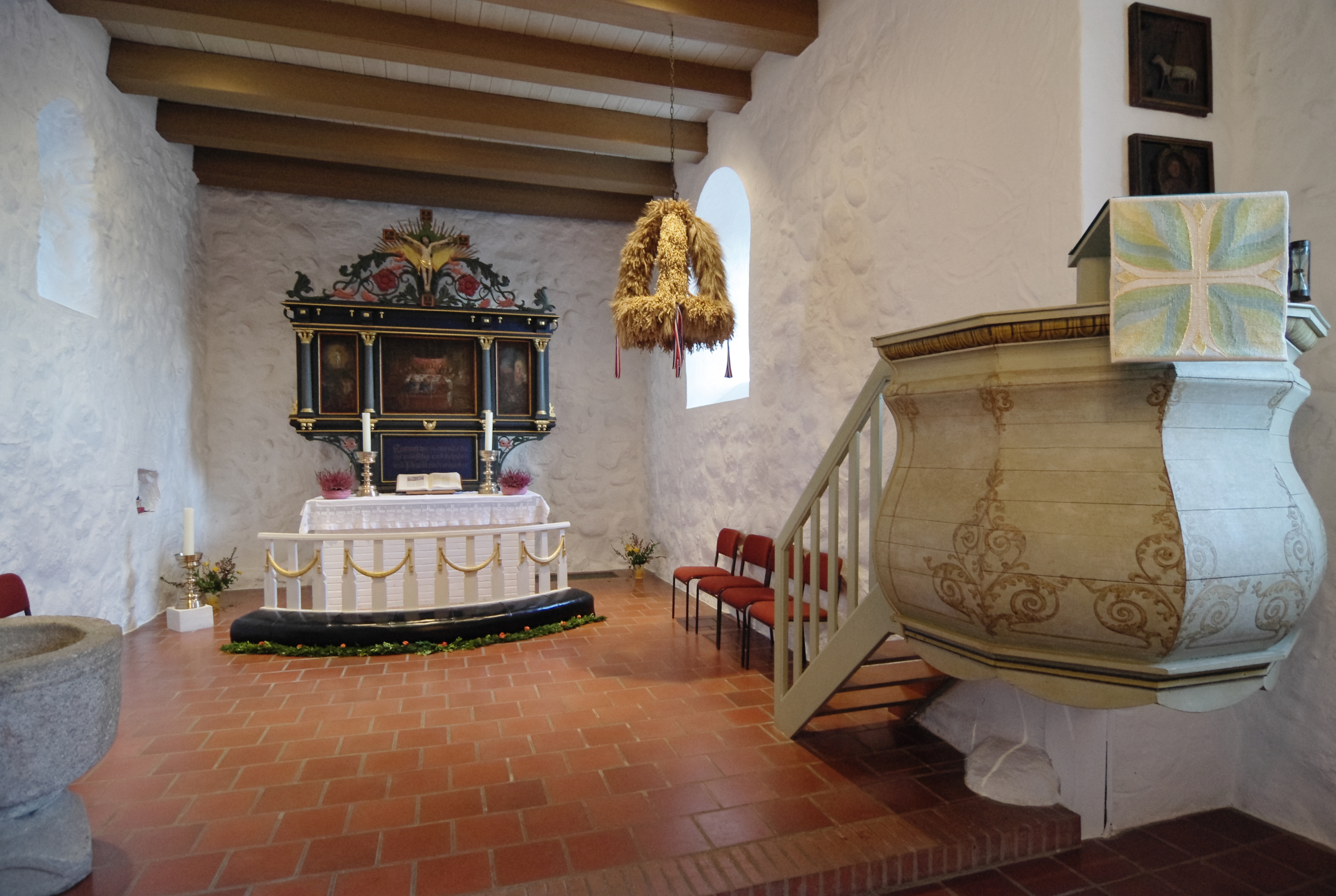
Chor
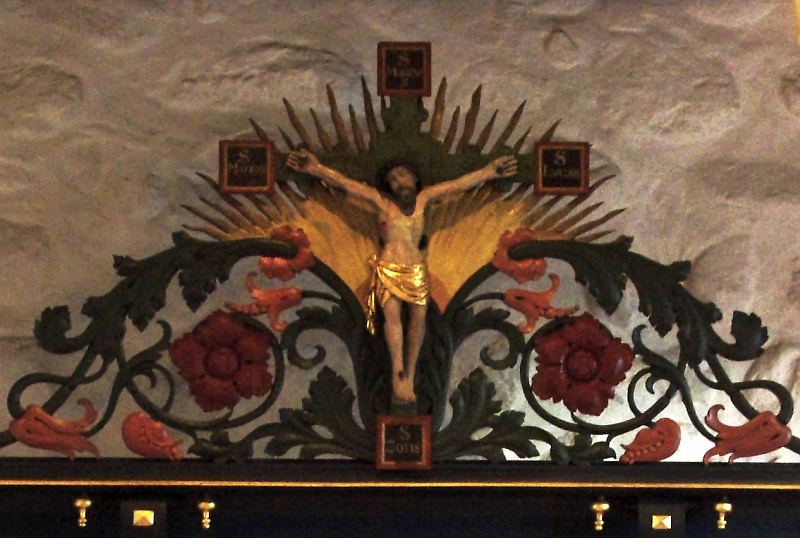
Vortragekreuz
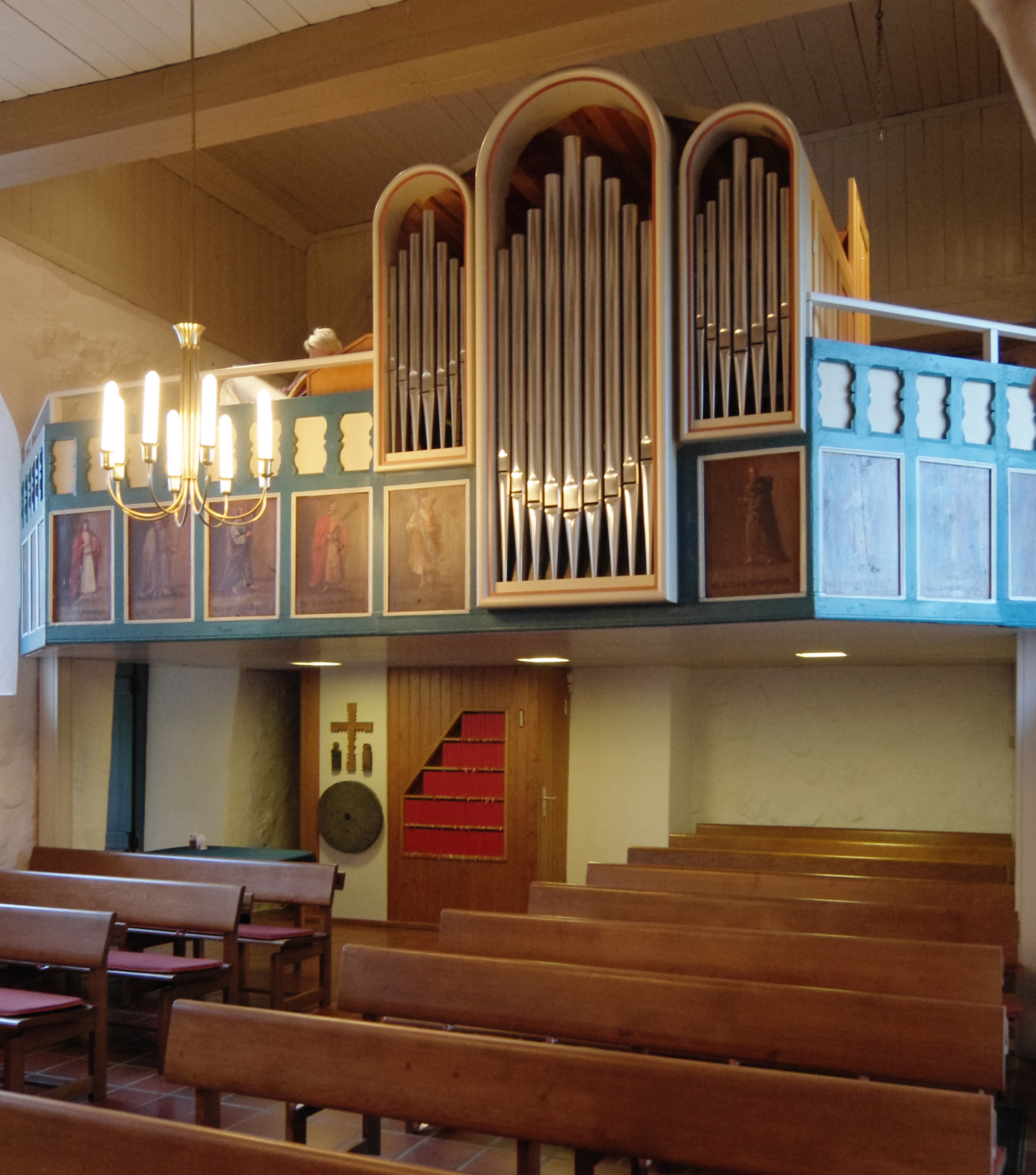
Orgelempore
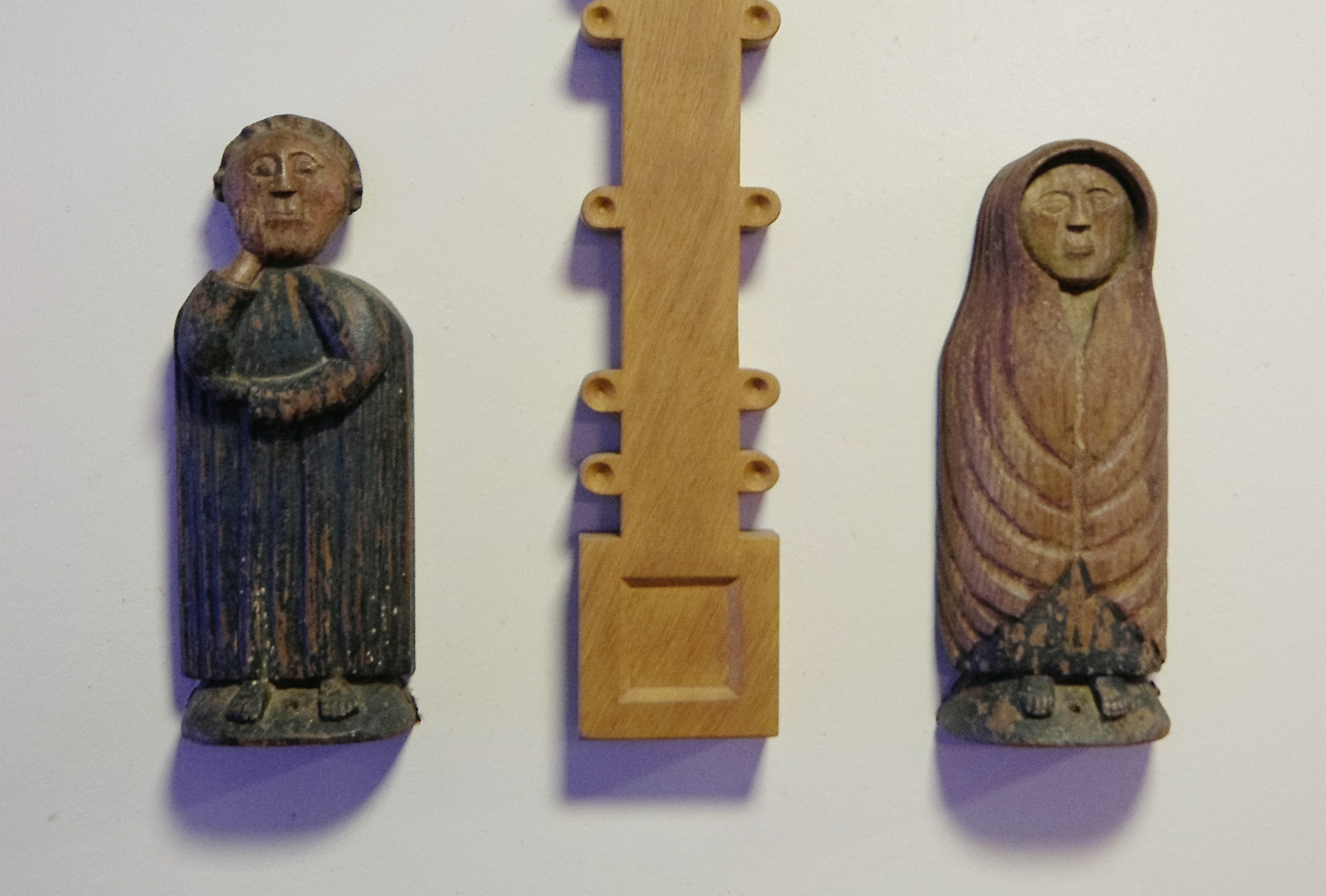
Zwei geschnitzte Figuren

Das Innere der Kirche ist ebenso wie das Äußere mit dem weißen Verputz sehr schlicht gestaltet.

### Taufbecken
Ein granitener Taufstein aus dem 12. Jahrhundert, mit einer Höhe von 81 cm, hat eine Pokalform. Die Kuppa enthält Reste gemalter gotischer Spitzbögen.

### Altar
Ein dreiteiliges Altarretabel ist in einer Renaissance-Art erhalten. Es zeigt Gemälde in Öl auf Holz gemalt von 1772. Der Maler war aller Wahrscheinlichkeit der Flensburger Friedrich-Wilhelm Petersen, der auch das Altarbild in der Kirche zu Broager malte. In der Mitte befindet sich ein Gemälde des Abendmahls, seitlich die von Säulen flankierten Gemälde der Himmelfahrt und der Auferstehung, die von 1784 stammen. Der von Ranken und Blüten durchzogene Aufsatz, wie auch die Stützen neben der Schrifttafel, sind mit 1905 datiert. Im Aufsatz dominiert ein Kruzifix aus Holz vor goldenen Strahlen. Der Corpus hat eine Höhe von 92 cm. Das Brettkreuz besitzt quadratische Endscheiben mit den Namen der Evangelisten. Es ist im Stil der Spätgotik und stammt wohl vom Anfang des 16. Jahrhunderts.
Die in Weiß gehaltenen Altarschranken mit goldfarben abgesetzten Girlanden sind klassizistisch vom Anfang des 19. Jahrhunderts.

### Seitenaltar
Eines der wenigen Seitenaltäre in den Dorfkirchen in Schleswig-Holstein hat sich in dieser Kirche erhalten. Sein Platz ist heute an der Nordwand des Chorraumes. In einem Holzschrein, dem die Außenflügel fehlen, stehen aus Eichenholz geschnitzt drei Holzfiguren auf Konsolen. Die Höhe beträgt 70–80 cm. In der Mitte die Figur der Anna selbdritt, rechts der heilige Dionysius von Paris mit seinem abgeschlagenen Kopf in der Hand und links ein unbekannter heiliger Bischof. Der Name der Kirche hat auch einen Bezug zu diesem spätgotischen Werk aus der 2. Hälfte des 15. Jh. Die Figuren waren einmal in einer farbigen Fassung, wie ein Fotonachweis zeigt.

### Orgel
Es gab eine ältere Orgel von 1866. Die jetzige Orgel wurde Weihnachten 1969 fertiggestellt. Die seitenspielige Brüstungsorgel verfügt über 574 Pfeifen. 2009 wurde sie umgebaut und am 14. August 2009 eingeweiht.

### Sonstige Ausstattung
Am Übergang zwischen Kirchenschiff und Chor befindet sich eine schlichte Kanzel aus dem 18. Jahrhundert, an der Nordwand ein großes Kruzifix aus dem Ende des 15. Jahrhunderts. Ebenfalls aus dem 18. Jahrhundert stammt die Emporenmalerei mit den dargestellten Aposteln an der Orgelempore. Als Besonderheiten der Taarstedter Kirche gelten zwei kleine, geschnitzte Holzfiguren an der westlichen Giebelwand sowie die Taufschale aus dem Jahr 1680 und Altarleuchter aus dem Jahr 1650 aus Messing. Letztere wurden aus Sorge vor Metalldiebstahl nicht mehr in der Kirche aufbewahrt, sind aber nun wieder in der Kirche zu besichtigen.
Zwei aus gotischer Zeit stammende geschmiedete Hängeleuchter aus der Taarstedter Kirche werden heute im Landesmuseum für Kunst und Kulturgeschichte auf Schloss Gottorf ausgestellt.